# Potok Wilczy
Potok Wilczy (Biła) – potok, lewobrzeżny dopływ Żylicy o długości 3,86 km.
Potok płynie w Szczyrku. Jego źródła znajdują się na wysokości ok. 900 m n.p.m. na stromych, południowych stokach Klimczoka. Spływa w kierunku południowo-wschodnim, żłobiąc dolinę słoneczną i osłoniętą od północnych i zachodnich wiatrów. Uchodzi do Żylicy w centrum Szczyrku (na tzw. Nawsiu). Potok przez większość biegu podąża doliną Biła, tuż obok drogi, która dochodzi aż pod przełęcz Karkoszczonkę, a jej odgałęzienia – do licznych przysiółków na stokach Klimczoka i Magury.

## Nazwa
Pochodzenie nazwy „Potok Wilczy” jest trudne do ustalenia. Żywiecki wójt Andrzej Komoniecki w swym Dziejopisie Żywieckim pisanym na początku XVIII w. podaje bowiem: Spod tej Gorycznej Skałki góry [tj. Klimczoka] wypada rzeka nazywana Biełką, a ta bieży do Szczerku i wpada do rzeki Żylcze na Nawsiu. Z biegiem czasu pojawiały się różne zbliżone warianty nazwy, by w XX w. utrwalić się w formie „Biła”.
Kazimierz Sosnowski w swym opracowanym jeszcze w latach międzywojennych „Przewodniku po Beskidach Zachodnich” opisywał ...dolinę Biłą, krótką, szeroką i jasną, która w górnym końcu rozszerza się w piękny, zaciszny i słoneczny kocioł górski, z domami fantastycznie po zboczach rozrzuconymi. Władysław Krygowski w przewodniku „Beskidy. Śląski-Żywiecki-Mały (...)” (1974) wspomina ...boczną dolinkę Biły [sic!], podchodzącą pod masyw Klimczoka, pisząc dalej o szlaku ...z dol[iny]. Biłej... czy o dojściu Ze Szczyrku przez dol[inę]. Biłej. Władysław Sosna i Andrzej Sikora w przewodniku „Ustroń-Wisła-Szczyrk i okolice” (1983) opisują trasę biegnącą ...ul. Górską, w górę potoku Biła, która ...kończy się w uroczej kotlince doliny Biłej, otoczonej stokami Beskidka, Klimczoka i Magury. Mirosław Barański w najnowszym (2019) przewodniku „Beskid Śląski” wielokrotnie używa nazwy dolina Biłej, nie wzmiankując nazwy „Potok Wilczy”.

## Turystyka
Doliną potoku wiodą z centrum Szczyrku znakowane szlaki turystyczne:
- niebieski i zielony do Siodła pod Klimczokiem;
- żółty na przełęcz Karkoszczonkę.